# Kommandotangent

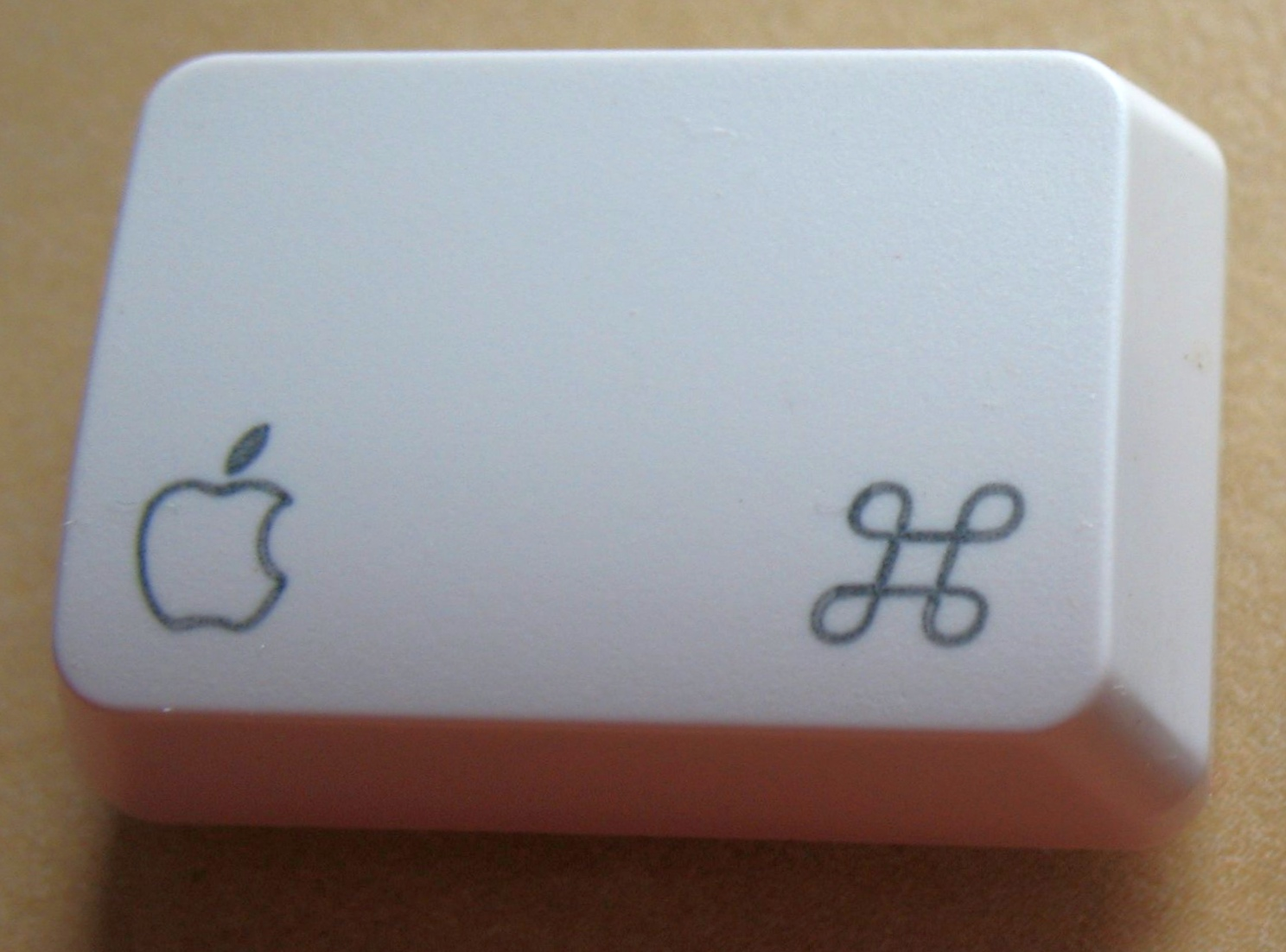
Apples kommandotangent.

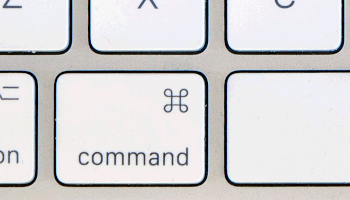
Kommandotangenten på tangentbordet.

Kommandotangenten med symbolen ⌘ (Sankthanskors) är en tangent på tangentbord från Apple. Den används som modifierartangent för att komma åt kortkommandon. Normalt sitter det en sådan tangent på vardera sidan av mellanslagstangenten.
Ett felaktigt men ibland använt namn är "Apple-tangent" eftersom även en Apple-logotyp fanns på tangenten på de flesta tidiga tangentbord från Apple. Numera är tangenten,  förutom ⌘, oftast försedd med förkortningen för engelskans command (cmd). 
Tangenten ges ibland smeknamn som "kringla", "bulle", "fornminne" eller "klöver" på svenska eftersom symbolen ⌘ liknar (symbolen för) dessa ting. Skaparen av symbolen till kommandotangenten, den grafiska designern Susan Kare, inspirerades av det svenska vägmärket för sevärdhet då hon skapade symbolen.